# Guangzhou Open 1980
Il Guangzhou Open 1980 è stato un torneo di tennis giocato sul sintetico indoor. È stata la 10ª edizione del torneo, che fa parte del Volvo Grand Prix 1980. Si è giocato a Canton (Guangzhou in cinese) in Cina dal 13 al 19 ottobre 1980.

## Campioni

### Singolare maschile
Jimmy Connors ha battuto in finale  Eliot Teltscher con il punteggio di 6–2 6–4

### Doppio maschile
Ross Case /  Jaime Fillol hanno battuto in finale  Andy Kohlberg /  Larry Stefanki con il punteggio di 6–2, 7–6